# Rauzan

Rauzan este o comună în departamentul Gironde din sud-vestul Franței. În 2009 avea o populație de 1.148 de locuitori.

## Evoluția populației
| An        | 1975 | 1982 | 1990 | 1999  | 2006  | 2009  |
| --------- | ---- | ---- | ---- | ----- | ----- | ----- |
| Populație | 903  | 888  | 978  | 1.035 | 1.122 | 1.148 |